# Rūdolfs Jurciņš
Rūdolfs Jurciņš, né le 19 juin 1909 à Riga et décédé le 22 juillet 1948 dans un camp du Goulag, est un ancien joueur letton de basket-ball.

## Palmarès
- Champion d'Europe 1935
- Meilleur marqueur du championnat d'Europe 1937